# Marco Antonio Vargas Díaz
Marco Antonio Vargas Díaz (San José, 17 de agosto de 1948) es un economista y político costarricense del Partido Liberación Nacional, que ha sido ministro de Gobierno en tres ocasiones diferentes.

## Biografía
Es hijo de Marco Tulio Vargas Garita y Soledad Díaz Molina. Desde el 11 de diciembre de 1970 está casado con Matilde Ruiz Baldioceda y tienen tres hijos, Vanessa, Marco y Marcela Vargas Ruiz.
Durante la administración Figueres Olsen (1994-1998) se desempeñó como ministro de la Presidencia, sustituyendo a Rodrigo Oreamuno Blanco.
En la segunda administración Arias Sánchez (2006-2010) ocupó el cargo de Ministro de Coordinación Interinstitucional (Ministro sin cartera). No obstante, fungió como ministro sustituto en diversas ocasiones, al relevar al Ministro de la Producción de manera temporal, Alfredo Volio, quien se separó del Gobierno para dirigir la campaña del “sí” al TLC previa al referendo. También sustituyó durante varios meses a la Ministra de Obras Públicas y Transportes, Karla González Carvajal, con ocasión de su renuncia.
A finales de marzo de 2011 el propio ministro Vargas da a entender que estaría dejando el cargo de ministro de la Presidencia, lo cual termina por confirmarse el 1 de abril de 2011, donde la presidenta Laura Chinchilla Miranda comunica su renuncia para ser sustituido por el ministro de Turismo, Carlos Benavides Jiménez. Los motivos de su salida se deberían principalmente a una pérdida de comunicación con los diputados de la Asamblea legislativa.

## Administración Chinchilla Miranda
En la administración Chinchilla Miranda (2010-2014) se le ha nombra de nuevo como ministro de la Presidencia.
Salario de los Diputados
A dos días de iniciada 10 de mayo de 2010 la administración 2010-2014, Marco Vargas anuncia el apoyo del Gobierno al aumento de salario que pretenden los Diputados, el cual pasaría a más del doble del que tenían en ese momento.  La medida se vuelve muy impopular y la presidenta Chinchilla Miranda anuncia que de aprobarse en la Asamblea Legislativa el proyecto de Ley, ella lo vetaría. Esto genera una serie de críticas y disconformidades entre los mismos Diputados que apoyaban el aumento, al manifestar que lo hicieron por sentirse apoyados por la presidenta y el ministro.
Visita de Rodrigo Arias
En junio de 2010 el anterior ministro de la Presidencia, Rodrigo Arias Sánchez, hace una visita a la mandataria Laura Chinchilla Miranda, para ofrecer su colaboración con la Asamblea Legislativa. Luego de esa visita Arias Sánchez hace una serie de críticas a la labor del gobierno, indicando que «les ha faltado olfato político» y que deberían dar prioridad a una serie de proyectos. Marco Vargas reacciona y señala estas críticas como «una falta de nobleza», por estar apenas a 40 días del inicio de labores. La presidenta Chinchilla Miranda reacciona y afirma que Marco Vargas es el único interlocutor entre su Gobierno y los Diputados. Unos días después, Arias Sánchez comunica que todo se debe a un malentendido de sus intenciones.